# Naomi and Ely's No Kiss List
Naomi and Ely's No Kiss List là một bộ phim lãng mạn hài kịch Mỹ được viết bởi Amy Andelson và Emily Meyer, và được đạo diễn bởi Kristin Hanggi. Nó dựa trên cuốn sách cùng tên năm 2007 của Rachel Cohn và David Levithan. Bộ phim có sự tham gia của Victoria Justice, Pierson Fodé và Matthew Daddario. Nó đã có buổi ra mắt thế giới tại Liên hoan phim Outfest vào ngày 17 tháng 7 năm 2015. Sau đó, nó được phát hành vào ngày 18 tháng 9 năm 2015, thông qua video on demand.

## Nội dung
Naomi và Ely là bạn thân và hàng xóm trong cùng một tòa nhà chung cư trong nhiều năm. Ely là người đồng tính, thường có những mối quan hệ tình cờ với những người khác, trong khi Naomi thẳng thắn và gần đây đã bắt đầu hẹn hò với "Bruce 2", mặc dù cô luôn yêu thầm Ely. Naomi và Ely có một "Danh sách không hôn" nơi mọi chàng trai trong danh sách đều bị cấm cả hai. Trong phần đầu của bộ phim, họ thêm Gabriel, người gác cửa trẻ tuổi và đẹp trai của họ vào danh sách. Mọi thứ đang diễn ra tốt đẹp cho đến khi Ely bắt đầu biến mất khi Naomi cần anh. Cô đã phải vật lộn để giúp mẹ cô hồi phục sau khi cha cô rời đi sau khi ngoại tình. Hơn nữa, Naomi đã không chấp nhận rằng Ely là người đồng tính; Cô luôn mơ mộng về việc anh yêu và cưới cô vào một ngày nào đó. Thất vọng về sự vô vọng của tình huống, cô đả kích sự lăng nhăng của Ely. Anh ta trả lời rằng Naomi, vẫn còn là một trinh nữ, chỉ đang trút sự thất vọng về tình dục của cô ta lên anh ta.
Một đêm nọ, Naomi đưa Ely đi hẹn hò với Bruce 2. Sau một đêm vui vẻ, Naomi muốn về nhà nhưng Ely đẩy cô về nhà với Bruce để quan hệ tình dục, cô miễn cưỡng đồng ý. Họ lúng túng bước ra trong phòng ký túc xá của Bruce cho đến khi một người bạn vô tình làm phiền họ. Vài ngày sau, Ely phát hiện Bruce 2 đang đợi Naomi ở hành lang và mời anh ta uống nước trong khi chờ đợi. Trong phòng ngủ của Ely, Bruce phát hiện ra truyện tranh X-Men của mình và hai người bắt đầu gắn kết. Trong một khoảnh khắc đam mê, họ hôn nhau, nhưng Ely ngay lập tức hối hận và xin lỗi.
Ngày hôm sau, Naomi và Ely đi mua sắm trang phục Halloween. Ely thú nhận nụ hôn nhưng Naomi gạt đi. Sau đó, cô phát hiện ra một mixtape trong thư của mình từ một người ngưỡng mộ. Trong khi hai người chuẩn bị cho bữa tiệc Halloween, Bruce đến thăm Ely, thừa nhận anh rất thích nụ hôn của họ và muốn theo đuổi anh hơn nữa. Naomi đến và Ely yêu cầu Bruce trốn trong tủ quần áo trong khi anh đẩy cô ra ngoài. Sau đó anh ta quay lại tuyên bố rằng anh ta "quên" điều gì đó để nói với Bruce hãy đợi anh ta. Bruce đồng ý và đưa cho anh kẹo cao su Orbit, để thêm vào chứng cứ ngoại phạm rằng anh đã quên điều gì đó. Naomi nhớ rằng Bruce 2 nhai kẹo cao su không đường và Ely thì không. Sau đó, cô phát hiện ra rằng Bruce 2 đang ở trong căn hộ của Ely và nụ hôn của họ không chỉ là một nụ hôn.
Điều này dẫn đến mối thù giữa hai người. Cô tâm sự với người bạn Robin của mình, thừa nhận rằng cô cảm thấy khó chịu về sự phản bội của Ely hơn Bruce. Sau đó, cô tạo ra một danh sách những thứ và địa điểm để Ely tránh để chúng tránh xa nhau. Ely phá vỡ một trong những yêu cầu của cô, dẫn đến một tranh chấp lộn xộn khác. Naomi nhận ra rằng giấc mơ được ở bên Ely sẽ không bao giờ thành hiện thực.
Trong thời gian xa nhau, Naomi ngày càng thân thiết với Robin và phát hiện ra rằng mixtape là của Gabriel, người tiết lộ rằng anh luôn phải lòng cô. Hai người từ từ bắt đầu một mối quan hệ và Naomi xin việc để giúp mẹ. Cô cũng thuyết phục mẹ mình từ bỏ cha mình, giống như cô sẵn sàng buông Ely. Naomi thừa nhận rằng mặc dù cuộc sống của cô tốt hơn, cô vẫn nhớ người bạn thân nhất của mình và tìm đến Ely. Hai người hòa giải, và Naomi cuối cùng cũng chấp nhận khả năng tình dục của anh ta. Ely, trong khi đó, cuối cùng đã tìm thấy tình yêu và ổn định với Bruce 2. Bộ phim kết thúc với Naomi nói rằng mối quan hệ và tình bạn là những loại tình yêu khác nhau, nhưng vẫn là tình yêu và do đó, có thể có cùng hiệu ứng. Sau đó, cô nói rằng tất cả mọi người có thể có nhiều hơn một người đặc biệt trong cuộc sống của họ.

## Diễn viên
- Victoria Justice vai Naomi Mills
- Pierson Fodé vai Ely Diamond
- Matthew Daddario vai Gabriel
- Ryan Ward vai Bruce II
- Griffin Newman vai Bruce I
- Monique Coleman vai Girl Robin
- Daniel Flaherty vai Boy Robin
- Gary Betsworth vai Mr. McAllister
- Dean Kapica vai George
- Marianne Hagan vai Mom Susan
- Maddie Corman vai Mom Ginny
- Petronia Paley vai Mrs. Loy
- Kathy Tong vai Cassandra
- Cliff Samara vai Mahmood
- Roger Yeh vai Generally Geeky Guy
- Olamide Faison vai Otis the Singer

## Phát hành
Bộ phim đã được công chiếu trên toàn thế giới tại Liên hoan phim LGBT Outfest vào ngày 17 tháng 7 năm 2015. Bộ phim được phát hành vào ngày 18 tháng 9 năm 2015, thông qua video on demand.